# Anthropophagy
Anthropophagy è il secondo album in studio del gruppo musicale brasiliano Vulcano, pubblicato nel 1987 dalla Rock Brigade Records.

## Tracce
1. Red Death – 3:26
2. Death Angel's Armies – 2:28
3. Brainwash – 2:48
4. F.T.W. (Fuck the War) – 2:57
5. Fallen Angel – 6:22
6. Anthropophagy – 2:48
7. Anyone Can Kill – 4:00
8. Stirring – 3:51
9. (Am I Crazy?) – 0:53
10. Megathrash – 3:06
11. Upright – 3:18

## Formazione

### Gruppo
- Angel – voce
- Zhema – chitarra
- Fernando Levine – basso
- Arthur – batteria